# Prastió (Avdímou)
Pour les articles homonymes, voir Prastió.
Prastió (Avdímou) (grec moderne : Πραστειό (Αυδήμου)) est un village de Chypre de plus de 245 habitants.